# Phyllanthus fallax
Phyllanthus fallax là một loài thực vật có hoa trong họ Diệp hạ châu. Loài này được Müll.Arg. miêu tả khoa học đầu tiên năm 1865.